# Método de Kjeldahl
O método de Kjeldahl, ou teste de Kjeldahl, é um método laboratorial para a determinação do azoto em materiais biológicos e não-biológicos.
O método de Kjeldahl, é um método confiável, simples e amplamente conhecido em todo o mundo, utiliza aparelhos e reagentes comuns em todo laboratório de análises químicas e, em relação à precisão do método, os resultados são quase sempre compatíveis com os obtidos pelo método de Dumas. Por outro lado, pode ser operado por técnicos que possuam experiência geral em laboratório químico.
O método de Kjeldahl surgiu na metade do século XX e, a partir dessa época ele é utilizado quase que mundialmente, com maiores ou menores modificações, principalmente na utilização do catalisador, basicamente, mantiveram-se os princípios e fundamentos enumerados por Kjeldahl. Também sofre modificações (ou adaptações), o aparelho de destilação, sendo que estas modificações nunca chegam a ser muito profundas.
No método original de Kjeldahl, a digestão é feita com ácido sulfúrico fumegante em presença de Pentóxido de Fósforo e acrescenta Permanganato de Potássio para produzir a oxidação e formar o sulfato de amônio. Vê-se que o Nitrogênio dos aminoácidos das proteínas é transformado em um sal inorgânico.
Como foi dito, a maioria das modificações estão no catalisador. É introduzido o uso de óxido de mercúrio e óxido de cobre, para acelerar o tempo de oxidação. Também foi sugerida a utilização de mercúrio ou cobre e ainda, o uso combinado de ambos. A utilização de sais, como o sulfato de sódio ou de potássio, teria como finalidade, a eliminação de umidade da amostra, para permitir o ataque dos reagentes, esses sais também diminuem a pressão de vapor da amostra que está sendo digerida, aumentando assim sua temperatura de ebulição, já que para um processo eficiente a digestão acorre a altas temperaturas chegando a até 500 °C e o ácido sulfúrico utilizado que tem ponto de ebulição 300 °C não pode ser totalmente vaporizado.
Este método fundamenta-se na destruição da matéria orgânica com ácido sulfúrico concentrado, em presença de uma catalisador e por ação do calor, com posterior destilação e titulação do Nitrogênio proveniente da amostra.
O método de Kjeldahl deve-se ao seu criador o químico dinamarquês Johan Gustav Kjeldahl. É utilizado para para determinar o azoto contido numa substância orgânica. O azoto orgânico transforma-se em amoníaco por digestão com ácido sulfúrico e posterior alcanização da solução. O amoníaco libertado destila-se e recolhe-s num volume conhecido de ácido padrão. Medindo o excesso de ácido por titulação sabe-se a quantidade de azoto presente na substãncia original.